# 庄原市
庄原市（しょうばらし）は、広島県の北東部に位置する市。中国地方のほぼ中央に位置しており、東は岡山県、北は島根県や鳥取県と県境で接する。面積は西日本で最も大きく、全国でも第13位である。

## 地理
中国山地に位置する。

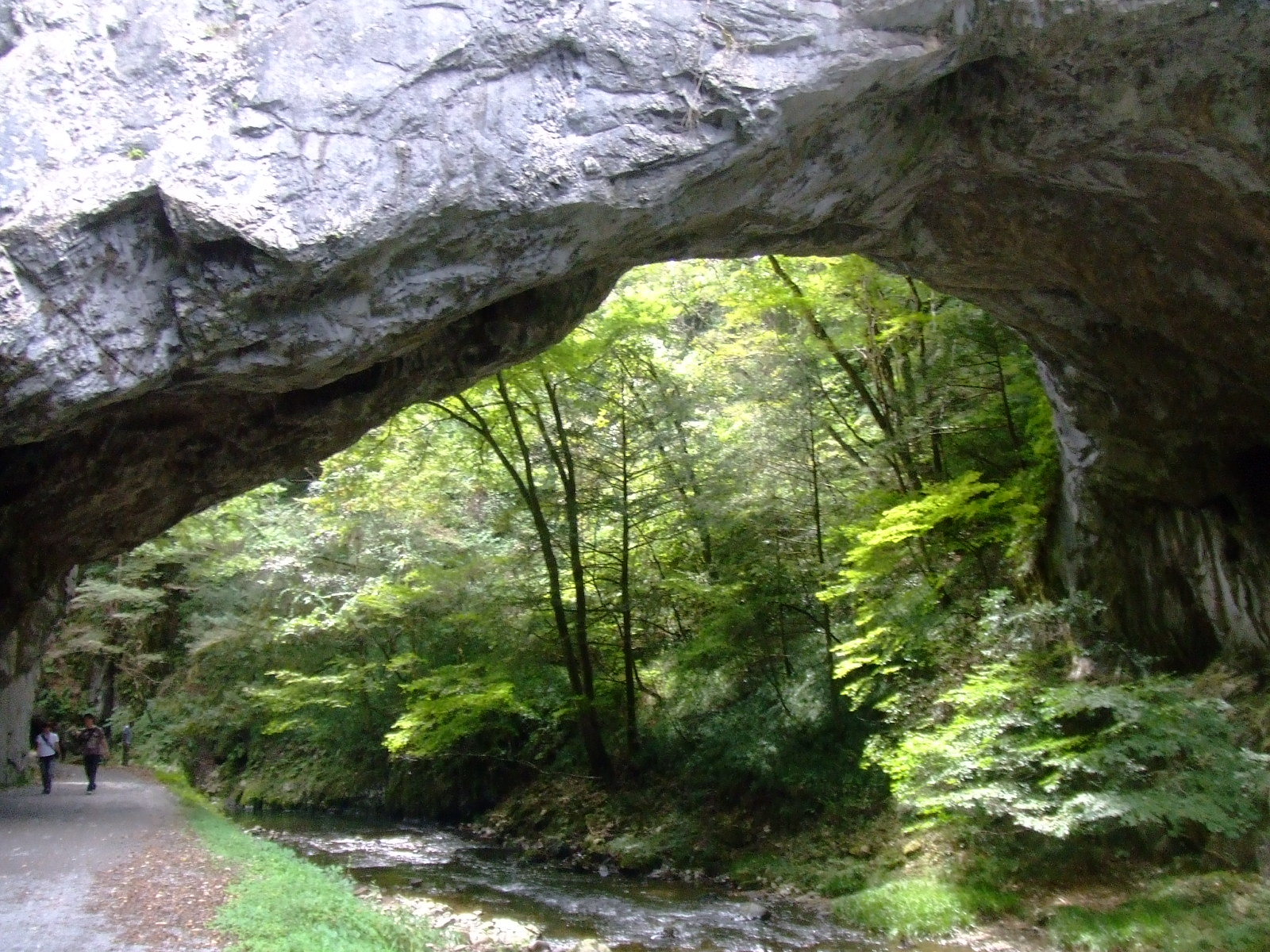
帝釈峡の雄橋

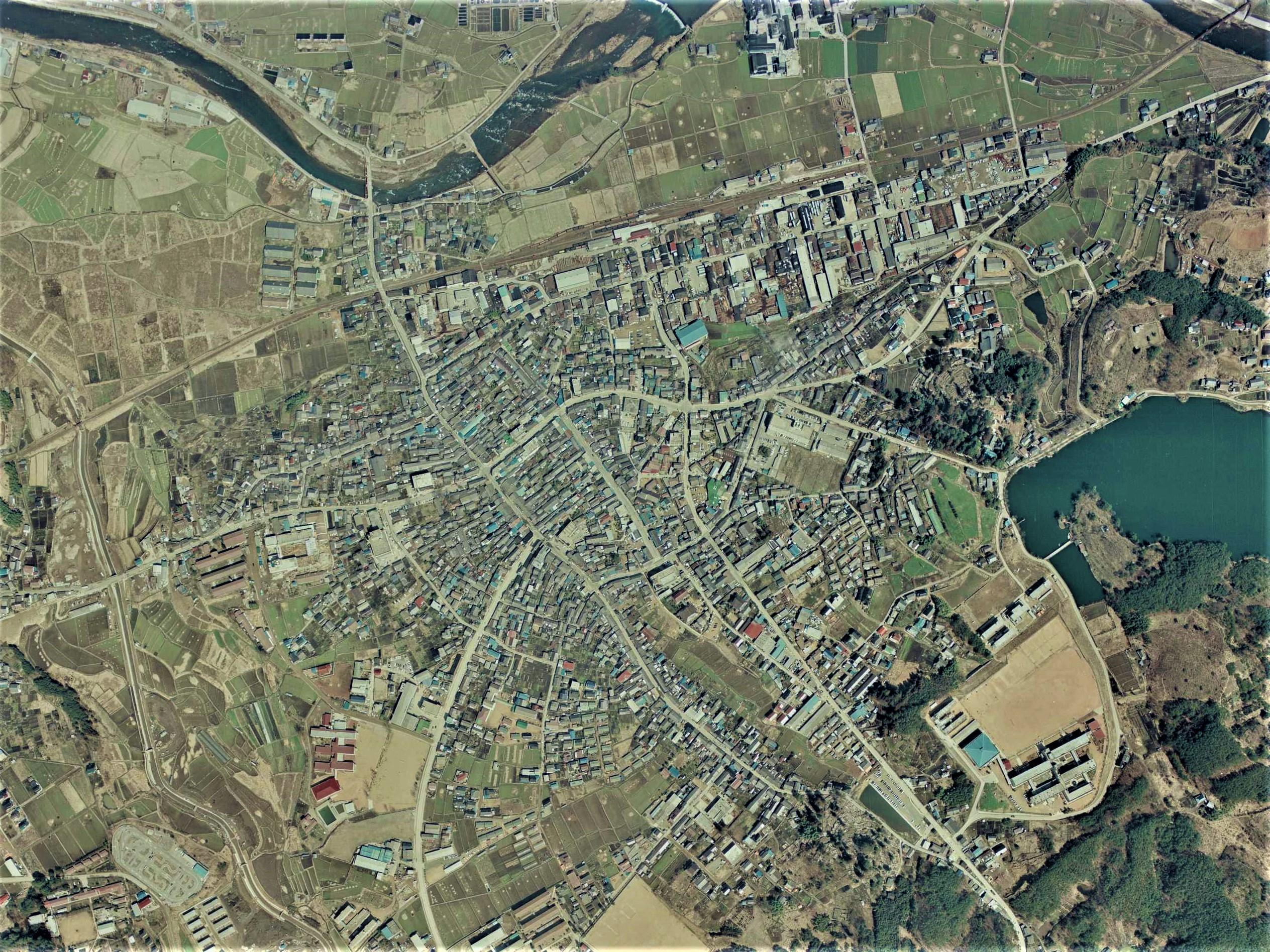
庄原市中心部周辺の空中写真。
1975年3月2日撮影。。

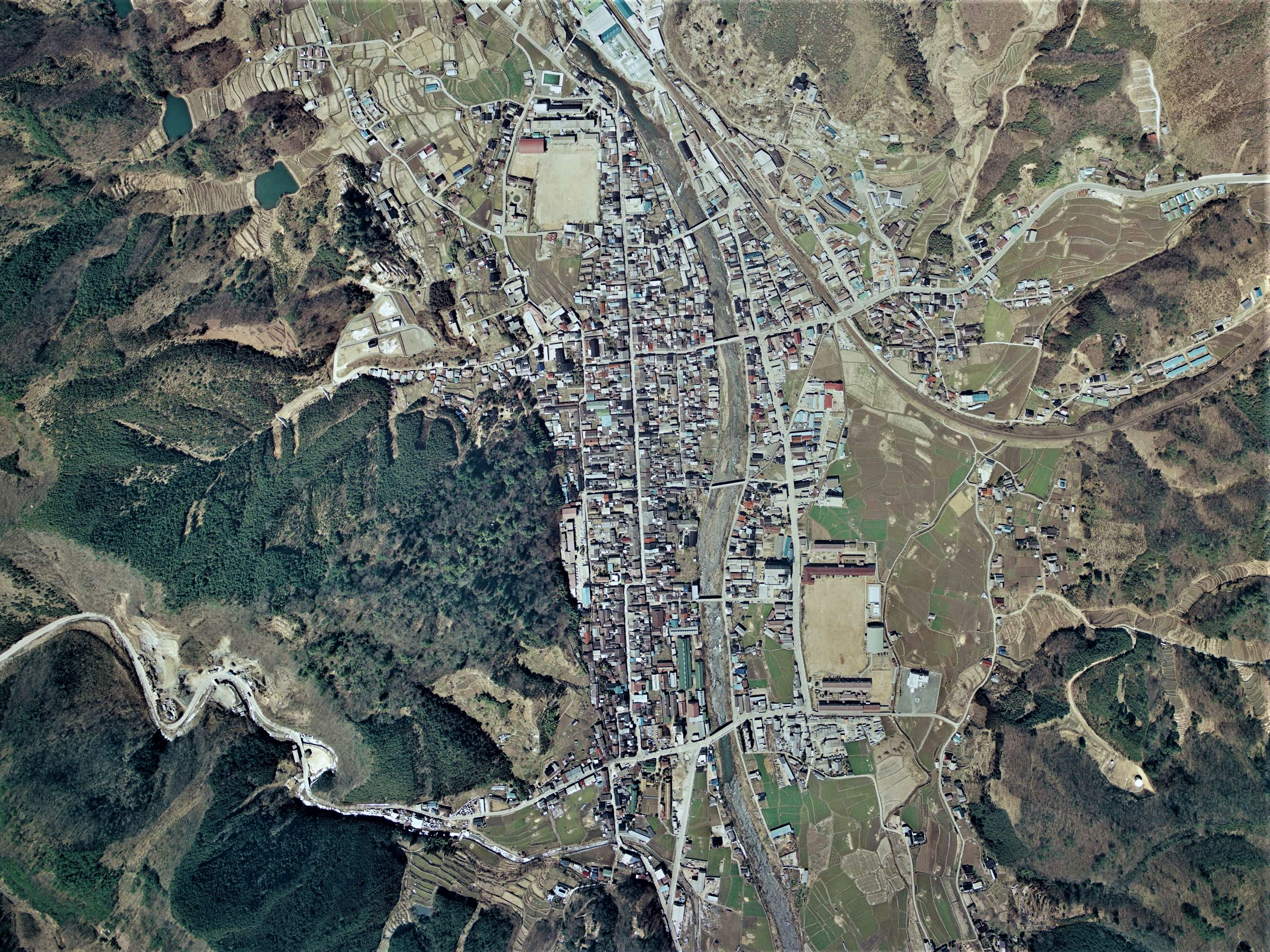
旧東城町中心部周辺の空中写真。
1975年4月4日撮影。。

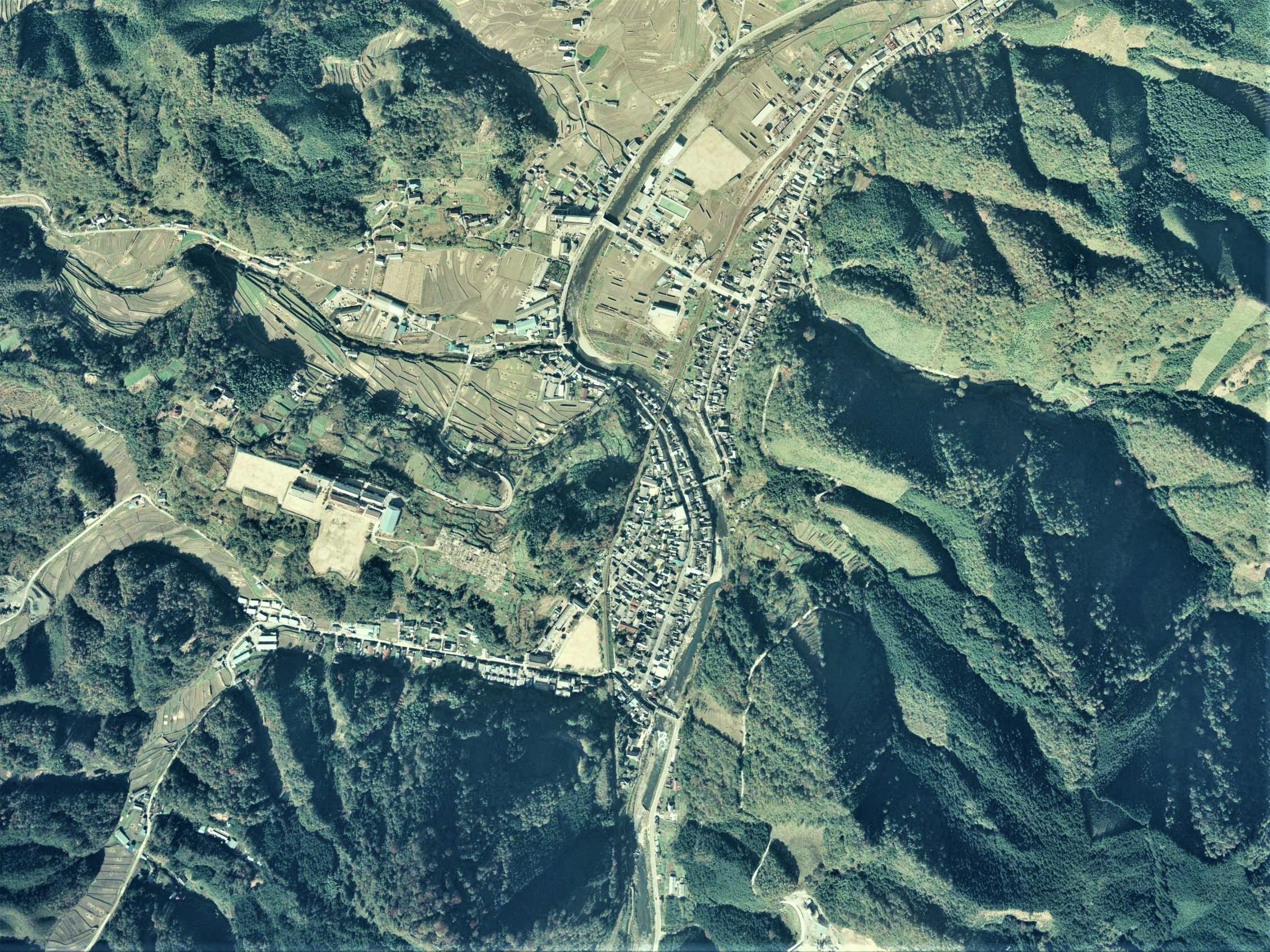
旧西城町中心部周辺の空中写真。
1976年11月2日撮影。。

- 山：葦嶽山（815m）、吾妻山（1239m）、毛無山（1155m）、猿政山（1268m）、大万木山（1218m）、福田頭（1253m）、比婆山（1264m）、道後山（1269m）、勝光山（947m）、猫山（1195.4m）、古頃山（1158.5m）、白滝山（1053m）、多飯が辻山（1040.3m）
- 川：西城川、比和川、神野瀬川、田総川、本村川（以上江の川水系）、東城川、帝釈川、戸宇川、田黒川、持丸川、粟田川（以上高梁川水系）
- 湖沼：国兼池、神竜湖

### 気候
内陸で盆地のため、夏は昼間の気温が南部の都市部を超えることもよくある。ただし朝晩は都市部よりも涼しいのと、標高の高いエリアでは避暑地のような気温になっている。
一方、気候が寒冷な地域のため冬は非常に寒く、市北部（旧西城町・旧東城町・旧口和町・旧高野町・旧比和町）は豪雪地帯にも指定されており、降雪量が高野をトップに数メートル台に達し、時には積雪量が100cmを超えることもある。日本各地で記録的豪雪となった平成18年豪雪の際は、2005年12月24日に市北部の高野で166cmの積雪を観測しており、それまでの記録を大幅に更新した。市南部の庄原市街地でも毎年20～30cmの積雪があり、スタッドレスタイヤは必須である。
1月の平均気温は、庄原市街地では長野県南部の飯田市に匹敵する1.0℃で、平年で2日の真冬日を記録する。市北部の高野では、長野県の県庁所在地である長野市に匹敵する－0.5℃で、平年で9.5日の真冬日を記録する。1991年2月26日に高野の観測史上最低気温である－18.5℃を観測するなど、放射冷却現象による冷え込みも強い。6月や9月に3℃以下の霜が降りる気温まで低下したこともあった。
| 庄原 (庄原市東本町)の気候 | 庄原 (庄原市東本町)の気候 | 庄原 (庄原市東本町)の気候 | 庄原 (庄原市東本町)の気候 | 庄原 (庄原市東本町)の気候 | 庄原 (庄原市東本町)の気候 | 庄原 (庄原市東本町)の気候 | 庄原 (庄原市東本町)の気候 | 庄原 (庄原市東本町)の気候 | 庄原 (庄原市東本町)の気候 | 庄原 (庄原市東本町)の気候 | 庄原 (庄原市東本町)の気候 | 庄原 (庄原市東本町)の気候 | 庄原 (庄原市東本町)の気候 |
| 月                        | 1月                       | 2月                       | 3月                       | 4月                       | 5月                       | 6月                       | 7月                       | 8月                       | 9月                       | 10月                      | 11月                      | 12月                      | 年                        |
| ------------------------- | ------------------------- | ------------------------- | ------------------------- | ------------------------- | ------------------------- | ------------------------- | ------------------------- | ------------------------- | ------------------------- | ------------------------- | ------------------------- | ------------------------- | ------------------------- |
| 最高気温記録 °C （°F）    | 15.6 (60.1)               | 21.4 (70.5)               | 24.7 (76.5)               | 30.4 (86.7)               | 32.8 (91)                 | 35.0 (95)                 | 37.1 (98.8)               | 38.1 (100.6)              | 35.8 (96.4)               | 30.0 (86)                 | 26.6 (79.9)               | 19.8 (67.6)               | 38.1 (100.6)              |
| 平均最高気温 °C （°F）    | 6.0 (42.8)                | 7.8 (46)                  | 12.6 (54.7)               | 19.1 (66.4)               | 23.7 (74.7)               | 26.3 (79.3)               | 29.7 (85.5)               | 31.2 (88.2)               | 26.8 (80.2)               | 21.0 (69.8)               | 14.8 (58.6)               | 8.3 (46.9)                | 19.0 (66.2)               |
| 日平均気温 °C （°F）      | 1.0 (33.8)                | 2.0 (35.6)                | 5.6 (42.1)                | 11.4 (52.5)               | 16.4 (61.5)               | 20.3 (68.5)               | 24.2 (75.6)               | 25.0 (77)                 | 20.6 (69.1)               | 14.2 (57.6)               | 8.2 (46.8)                | 3.0 (37.4)                | 12.7 (54.9)               |
| 平均最低気温 °C （°F）    | −2.6 (27.3)               | −2.5 (27.5)               | −0.2 (31.6)               | 4.4 (39.9)                | 9.8 (49.6)                | 15.4 (59.7)               | 20.2 (68.4)               | 20.7 (69.3)               | 16.1 (61)                 | 9.2 (48.6)                | 3.3 (37.9)                | −0.8 (30.6)               | 7.7 (45.9)                |
| 最低気温記録 °C （°F）    | −11.7 (10.9)              | −13.8 (7.2)               | −8.5 (16.7)               | −4.8 (23.4)               | −1.5 (29.3)               | 5.1 (41.2)                | 9.1 (48.4)                | 12.4 (54.3)               | 3.5 (38.3)                | −1.0 (30.2)               | −4.2 (24.4)               | −10.1 (13.8)              | −13.8 (7.2)               |
| 降水量 mm （inch）        | 71.2 (2.803)              | 71.9 (2.831)              | 101.4 (3.992)             | 105.5 (4.154)             | 140.5 (5.531)             | 187.5 (7.382)             | 249.9 (9.839)             | 147.6 (5.811)             | 164.8 (6.488)             | 96.2 (3.787)              | 68.9 (2.713)              | 83.6 (3.291)              | 1,488.8 (58.614)          |
| 平均月間日照時間          | 89.2                      | 106.1                     | 154.8                     | 181.4                     | 196.0                     | 139.8                     | 147.1                     | 180.8                     | 143.7                     | 153.3                     | 124.9                     | 93.5                      | 1,718.9                   |
| 出典1：気象庁             |                           |                           |                           |                           |                           |                           |                           |                           |                           |                           |                           |                           |                           |
| 出典2：気象庁             |                           |                           |                           |                           |                           |                           |                           |                           |                           |                           |                           |                           |                           |

| 高野 (庄原市高野町新市)の気候 | 高野 (庄原市高野町新市)の気候 | 高野 (庄原市高野町新市)の気候 | 高野 (庄原市高野町新市)の気候 | 高野 (庄原市高野町新市)の気候 | 高野 (庄原市高野町新市)の気候 | 高野 (庄原市高野町新市)の気候 | 高野 (庄原市高野町新市)の気候 | 高野 (庄原市高野町新市)の気候 | 高野 (庄原市高野町新市)の気候 | 高野 (庄原市高野町新市)の気候 | 高野 (庄原市高野町新市)の気候 | 高野 (庄原市高野町新市)の気候 | 高野 (庄原市高野町新市)の気候 |
| 月                            | 1月                           | 2月                           | 3月                           | 4月                           | 5月                           | 6月                           | 7月                           | 8月                           | 9月                           | 10月                          | 11月                          | 12月                          | 年                            |
| ----------------------------- | ----------------------------- | ----------------------------- | ----------------------------- | ----------------------------- | ----------------------------- | ----------------------------- | ----------------------------- | ----------------------------- | ----------------------------- | ----------------------------- | ----------------------------- | ----------------------------- | ----------------------------- |
| 最高気温記録 °C （°F）        | 13.0 (55.4)                   | 18.4 (65.1)                   | 22.7 (72.9)                   | 27.8 (82)                     | 30.5 (86.9)                   | 32.2 (90)                     | 35.1 (95.2)                   | 34.5 (94.1)                   | 32.1 (89.8)                   | 27.7 (81.9)                   | 23.6 (74.5)                   | 18.6 (65.5)                   | 35.1 (95.2)                   |
| 平均最高気温 °C （°F）        | 3.4 (38.1)                    | 4.7 (40.5)                    | 9.4 (48.9)                    | 16.3 (61.3)                   | 21.2 (70.2)                   | 24.0 (75.2)                   | 27.3 (81.1)                   | 28.6 (83.5)                   | 24.2 (75.6)                   | 18.7 (65.7)                   | 12.8 (55)                     | 6.3 (43.3)                    | 16.4 (61.5)                   |
| 日平均気温 °C （°F）          | −0.5 (31.1)                   | −0.1 (31.8)                   | 3.5 (38.3)                    | 9.3 (48.7)                    | 14.5 (58.1)                   | 18.5 (65.3)                   | 22.5 (72.5)                   | 23.1 (73.6)                   | 18.8 (65.8)                   | 12.5 (54.5)                   | 6.9 (44.4)                    | 1.7 (35.1)                    | 10.9 (51.6)                   |
| 平均最低気温 °C （°F）        | −4.4 (24.1)                   | −4.7 (23.5)                   | −2.1 (28.2)                   | 2.3 (36.1)                    | 7.8 (46)                      | 13.6 (56.5)                   | 18.6 (65.5)                   | 18.9 (66)                     | 14.3 (57.7)                   | 7.2 (45)                      | 1.7 (35.1)                    | −2.2 (28)                     | 5.9 (42.6)                    |
| 最低気温記録 °C （°F）        | −17.0 (1.4)                   | −18.5 (−1.3)                  | −14.9 (5.2)                   | −8.5 (16.7)                   | −3.6 (25.5)                   | 2.4 (36.3)                    | 5.3 (41.5)                    | 8.9 (48)                      | 0.1 (32.2)                    | −3.2 (26.2)                   | −6.4 (20.5)                   | −15.4 (4.3)                   | −18.5 (−1.3)                  |
| 降水量 mm （inch）            | 147.9 (5.823)                 | 128.0 (5.039)                 | 150.9 (5.941)                 | 134.4 (5.291)                 | 156.9 (6.177)                 | 211.3 (8.319)                 | 294.5 (11.594)                | 170.1 (6.697)                 | 189.6 (7.465)                 | 125.9 (4.957)                 | 104.5 (4.114)                 | 158.0 (6.22)                  | 1,969.4 (77.535)              |
| 降雪量 cm （inch）            | 208 (81.9)                    | 163 (64.2)                    | 77 (30.3)                     | 3 (1.2)                       | 0 (0)                         | 0 (0)                         | 0 (0)                         | 0 (0)                         | 0 (0)                         | 0 (0)                         | 6 (2.4)                       | 118 (46.5)                    | 578 (227.6)                   |
| 平均月間日照時間              | 51.3                          | 66.3                          | 128.4                         | 178.1                         | 196.7                         | 140.5                         | 134.1                         | 160.3                         | 128.2                         | 143.7                         | 108.3                         | 69.7                          | 1,504.1                       |
| 出典1：気象庁                 |                               |                               |                               |                               |                               |                               |                               |                               |                               |                               |                               |                               |                               |
| 出典2：気象庁                 |                               |                               |                               |                               |                               |                               |                               |                               |                               |                               |                               |                               |                               |

### 人口
| |                                        |  |
| 庄原市と全国の年齢別人口分布（2005年） | 庄原市の年齢・男女別人口分布（2005年） |  |
| ■紫色 ― 庄原市 ■緑色 ― 日本全国 | ■青色 ― 男性 ■赤色 ― 女性              |  |
| 庄原市（に相当する地域）の人口の推移 \| 1970年（昭和45年） \| 60,072人 \| \| \| 1975年（昭和50年） \| 56,336人 \| \| \| 1980年（昭和55年） \| 53,506人 \| \| \| 1985年（昭和60年） \| 52,157人 \| \| \| 1990年（平成2年） \| 50,624人 \| \| \| 1995年（平成7年） \| 48,539人 \| \| \| 2000年（平成12年） \| 45,678人 \| \| \| 2005年（平成17年） \| 43,149人 \| \| \| 2010年（平成22年） \| 40,244人 \| \| \| 2015年（平成27年） \| 37,000人 \| \| \| 2020年（令和2年） \| 33,633人 \| \| |                                        |  |
| 総務省統計局 国勢調査より |                                        |  |
| 1970年（昭和45年） | 60,072人                               |  |
| 1975年（昭和50年） | 56,336人                               |  |
| 1980年（昭和55年） | 53,506人                               |  |
| 1985年（昭和60年） | 52,157人                               |  |
| 1990年（平成2年） | 50,624人                               |  |
| 1995年（平成7年） | 48,539人                               |  |
| 2000年（平成12年） | 45,678人                               |  |
| 2005年（平成17年） | 43,149人                               |  |
| 2010年（平成22年） | 40,244人                               |  |
| 2015年（平成27年） | 37,000人                               |  |
| 2020年（令和2年） | 33,633人                               |  |

## 歴史

### 合併前
- 1954年（昭和29年）3月31日：庄原町、敷信村、高村、本田村、山内北村、山内西村、山内東村の1町6村が新設合併し、旧・庄原市となる。

### 合併後
- 2005年（平成17年）3月31日：旧・庄原市、比婆郡西城町、東城町、口和町、高野町、比和町、甲奴郡総領町の1市6町が新設合併し、新制の庄原市となる。これにより、比婆郡及び甲奴郡が消滅。

### 行政区域の変遷
- 現在の庄原市の市域はかつての三上郡、恵蘇郡の全域、奴可郡の大部分、甲奴郡の一部、神石郡のごく一部にあたる。ここでは変遷表による記述にとどめておく。詳しくは各郡の記事を参照されたい。なお、明治31年（1898年）10月1日に三上郡と恵蘇郡と奴可郡は比婆郡となっている。

| 旧 郡    | 明治以前 | 明治以前    | 明治初年 - 明治22年 | 明治22年 4月1日 町村制施行 | 明治22年 - 大正15年         | 昭和元年 - 昭和20年       | 昭和21年 - 昭和30年    | 昭和31年 - 昭和64年        | 平成元年 - 現在        | 現在   |
| -------- | -------- | ----------- | ------------------- | -------------------------- | --------------------------- | ------------------------- | ---------------------- | -------------------------- | ---------------------- | ------ |
| 三 上 郡 | 庄原村   | 庄原村      | 庄原村              | 庄原村                     | 明治29年10月 町制 庄原町    | 庄原町                    | 昭和29年3月31日 庄原市 | 庄原市                     | 平成17年3月31日 庄原市 | 庄原市 |
| 三 上 郡 | 川手村   | 川手村      | 川手村              | 庄原村                     | 明治29年10月 町制 庄原町    | 庄原町                    | 昭和29年3月31日 庄原市 | 庄原市                     | 平成17年3月31日 庄原市 | 庄原市 |
| 三 上 郡 | 宮内村   | 宮内村      | 宮内村              | 庄原村                     | 明治29年10月 町制 庄原町    | 庄原町                    | 昭和29年3月31日 庄原市 | 庄原市                     | 平成17年3月31日 庄原市 | 庄原市 |
| 三 上 郡 | 永末村   | 永末村      | 永末村              | 庄原村                     | 明治29年10月 町制 庄原町    | 庄原町                    | 昭和29年3月31日 庄原市 | 庄原市                     | 平成17年3月31日 庄原市 | 庄原市 |
| 三 上 郡 | 板橋村   | 板橋村      | 板橋村              | 敷信村                     | 敷信村                      | 敷信村                    | 昭和29年3月31日 庄原市 | 庄原市                     | 平成17年3月31日 庄原市 | 庄原市 |
| 三 上 郡 | 新庄村   | 新庄村      | 新庄村              | 敷信村                     | 敷信村                      | 敷信村                    | 昭和29年3月31日 庄原市 | 庄原市                     | 平成17年3月31日 庄原市 | 庄原市 |
| 三 上 郡 | 是松村   | 是松村      | 是松村              | 敷信村                     | 敷信村                      | 敷信村                    | 昭和29年3月31日 庄原市 | 庄原市                     | 平成17年3月31日 庄原市 | 庄原市 |
| 三 上 郡 | 実留村   | 実留村      | 実留村              | 敷信村                     | 敷信村                      | 敷信村                    | 昭和29年3月31日 庄原市 | 庄原市                     | 平成17年3月31日 庄原市 | 庄原市 |
| 三 上 郡 | 一木村   | 一木村      | 一木村              | 敷信村                     | 敷信村                      | 敷信村                    | 昭和29年3月31日 庄原市 | 庄原市                     | 平成17年3月31日 庄原市 | 庄原市 |
| 三 上 郡 | 高門村   | 高門村      | 高門村              | 敷信村                     | 敷信村                      | 敷信村                    | 昭和29年3月31日 庄原市 | 庄原市                     | 平成17年3月31日 庄原市 | 庄原市 |
| 三 上 郡 | 高村     | 高村        | 高村                | 高村                       | 高村                        | 高村                      | 昭和29年3月31日 庄原市 | 庄原市                     | 平成17年3月31日 庄原市 | 庄原市 |
| 三 上 郡 | 川西村   | 川西村      | 川西村              | 高村                       | 高村                        | 高村                      | 昭和29年3月31日 庄原市 | 庄原市                     | 平成17年3月31日 庄原市 | 庄原市 |
| 三 上 郡 | 小用村   | 小用村      | 小用村              | 高村                       | 高村                        | 高村                      | 昭和29年3月31日 庄原市 | 庄原市                     | 平成17年3月31日 庄原市 | 庄原市 |
| 三 上 郡 | 大久保村 | 大久保村    | 大久保村            | 高村                       | 高村                        | 高村                      | 昭和29年3月31日 庄原市 | 庄原市                     | 平成17年3月31日 庄原市 | 庄原市 |
| 三 上 郡 | 本村     | 本村        | 本村                | 本村                       | 本村                        | 昭和17年2月11日 本田村    | 昭和29年3月31日 庄原市 | 庄原市                     | 平成17年3月31日 庄原市 | 庄原市 |
| 三 上 郡 | 上谷村   | 上谷村      | 上谷村              | 本村                       | 本村                        | 昭和17年2月11日 本田村    | 昭和29年3月31日 庄原市 | 庄原市                     | 平成17年3月31日 庄原市 | 庄原市 |
| 三 上 郡 | 峰村     | 峰村        | 峰村                | 峰田村                     | 峰田村                      | 昭和17年2月11日 本田村    | 昭和29年3月31日 庄原市 | 庄原市                     | 平成17年3月31日 庄原市 | 庄原市 |
| 三 上 郡 | 春田村   | 春田村      | 春田村              | 峰田村                     | 峰田村                      | 昭和17年2月11日 本田村    | 昭和29年3月31日 庄原市 | 庄原市                     | 平成17年3月31日 庄原市 | 庄原市 |
| 恵 蘇 郡 | 川北村   | 川北村      | 川北村              | 山内北村                   | 山内北村                    | 山内北村                  | 昭和29年3月31日 庄原市 | 庄原市                     | 平成17年3月31日 庄原市 | 庄原市 |
| 恵 蘇 郡 | 濁川村   | 濁川村      | 濁川村              | 山内北村                   | 山内北村                    | 山内北村                  | 昭和29年3月31日 庄原市 | 庄原市                     | 平成17年3月31日 庄原市 | 庄原市 |
| 恵 蘇 郡 | 門田村   | 門田村      | 門田村              | 山内北村                   | 山内北村                    | 山内北村                  | 昭和29年3月31日 庄原市 | 庄原市                     | 平成17年3月31日 庄原市 | 庄原市 |
| 恵 蘇 郡 | 殿垣内村 | 殿垣内村    | 殿垣内村            | 山内西村                   | 山内西村                    | 山内西村                  | 昭和29年3月31日 庄原市 | 庄原市                     | 平成17年3月31日 庄原市 | 庄原市 |
| 恵 蘇 郡 | 水越村   | 水越村      | 水越村              | 山内西村                   | 山内西村                    | 山内西村                  | 昭和29年3月31日 庄原市 | 庄原市                     | 平成17年3月31日 庄原市 | 庄原市 |
| 恵 蘇 郡 | 本郷村   | 本郷村      | 本郷村              | 山内西村                   | 山内西村                    | 山内西村                  | 昭和29年3月31日 庄原市 | 庄原市                     | 平成17年3月31日 庄原市 | 庄原市 |
| 恵 蘇 郡 | 高茂村   | 高茂村      | 高茂村              | 山内西村                   | 山内西村                    | 山内西村                  | 昭和29年3月31日 庄原市 | 庄原市                     | 平成17年3月31日 庄原市 | 庄原市 |
| 恵 蘇 郡 | 尾引村   | 尾引村      | 尾引村              | 山内西村                   | 山内西村                    | 山内西村                  | 昭和29年3月31日 庄原市 | 庄原市                     | 平成17年3月31日 庄原市 | 庄原市 |
| 恵 蘇 郡 | 木戸村   | 木戸村      | 木戸村              | 山内西村                   | 山内西村                    | 山内西村                  | 昭和29年3月31日 庄原市 | 庄原市                     | 平成17年3月31日 庄原市 | 庄原市 |
| 恵 蘇 郡 | 上村     | 上村        | 上村                | 山内西村                   | 山内西村                    | 山内西村                  | 昭和29年3月31日 庄原市 | 庄原市                     | 平成17年3月31日 庄原市 | 庄原市 |
| 恵 蘇 郡 | 下村     | 下村        | 下村                | 山内西村                   | 山内西村                    | 山内西村                  | 昭和29年3月31日 庄原市 | 庄原市                     | 平成17年3月31日 庄原市 | 庄原市 |
| 恵 蘇 郡 | 三日市村 | 三日市村    | 三日市村            | 山内東村                   | 山内東村                    | 山内東村                  | 昭和29年3月31日 庄原市 | 庄原市                     | 平成17年3月31日 庄原市 | 庄原市 |
| 恵 蘇 郡 | 上原村   | 上原村      | 上原村              | 山内東村                   | 山内東村                    | 山内東村                  | 昭和29年3月31日 庄原市 | 庄原市                     | 平成17年3月31日 庄原市 | 庄原市 |
| 恵 蘇 郡 | 下原村   | 下原村      | 下原村              | 山内東村                   | 山内東村                    | 山内東村                  | 昭和29年3月31日 庄原市 | 庄原市                     | 平成17年3月31日 庄原市 | 庄原市 |
| 恵 蘇 郡 | 戸郷村   | 戸郷村      | 戸郷村              | 山内東村                   | 山内東村                    | 山内東村                  | 昭和29年3月31日 庄原市 | 庄原市                     | 平成17年3月31日 庄原市 | 庄原市 |
| 恵 蘇 郡 | 田原村   | 田原村      | 田原村              | 山内東村                   | 山内東村                    | 山内東村                  | 昭和29年3月31日 庄原市 | 庄原市                     | 平成17年3月31日 庄原市 | 庄原市 |
| 恵 蘇 郡 | 市村     | 市村        | 市村                | 山内東村                   | 山内東村                    | 山内東村                  | 昭和29年3月31日 庄原市 | 庄原市                     | 平成17年3月31日 庄原市 | 庄原市 |
| 恵 蘇 郡 | 比和村   | 比和村      | 比和村              | 比和村                     | 比和村                      | 昭和8年4月1日 町制 比和町 | 比和町                 | 比和町                     | 平成17年3月31日 庄原市 | 庄原市 |
| 恵 蘇 郡 | 森脇村   | 森脇村      | 森脇村              | 比和村                     | 比和村                      | 昭和8年4月1日 町制 比和町 | 比和町                 | 比和町                     | 平成17年3月31日 庄原市 | 庄原市 |
| 恵 蘇 郡 | 木屋原村 | 木屋原村    | 明治11年 木屋原村   | 比和村                     | 比和村                      | 昭和8年4月1日 町制 比和町 | 比和町                 | 比和町                     | 平成17年3月31日 庄原市 | 庄原市 |
| 恵 蘇 郡 | 元常谷   |             | 明治11年 木屋原村   | 比和村                     | 比和村                      | 昭和8年4月1日 町制 比和町 | 比和町                 | 比和町                     | 平成17年3月31日 庄原市 | 庄原市 |
| 恵 蘇 郡 | 古頃村   | 古頃村      | 古頃村              | 比和村                     | 比和村                      | 昭和8年4月1日 町制 比和町 | 比和町                 | 比和町                     | 平成17年3月31日 庄原市 | 庄原市 |
| 恵 蘇 郡 | 三河内村 | 三河内村    | 三河内村            | 比和村                     | 比和村                      | 昭和8年4月1日 町制 比和町 | 比和町                 | 比和町                     | 平成17年3月31日 庄原市 | 庄原市 |
| 恵 蘇 郡 | 新市村   | 新市村      | 新市村              | 高野山村                   | 明治33年6月20日 上高野山村  | 上高野山村                | 昭和30年1月1日 高野町  | 高野町                     | 平成17年3月31日 庄原市 | 庄原市 |
| 恵 蘇 郡 | 上湯川村 | 上湯川村    | 上湯川村            | 高野山村                   | 明治33年6月20日 上高野山村  | 上高野山村                | 昭和30年1月1日 高野町  | 高野町                     | 平成17年3月31日 庄原市 | 庄原市 |
| 恵 蘇 郡 | 下湯川村 | 下湯川村    | 下湯川村            | 高野山村                   | 明治33年6月20日 上高野山村  | 上高野山村                | 昭和30年1月1日 高野町  | 高野町                     | 平成17年3月31日 庄原市 | 庄原市 |
| 恵 蘇 郡 | 和南原村 | 和南原村    | 和南原村            | 高野山村                   | 明治33年6月20日 上高野山村  | 上高野山村                | 昭和30年1月1日 高野町  | 高野町                     | 平成17年3月31日 庄原市 | 庄原市 |
| 恵 蘇 郡 | 南村     | 南村        | 南村                | 高野山村                   | 明治33年6月20日 上高野山村  | 上高野山村                | 昭和30年1月1日 高野町  | 高野町                     | 平成17年3月31日 庄原市 | 庄原市 |
| 恵 蘇 郡 | 中門田村 | 中門田村    | 中門田村            | 高野山村                   | 明治33年6月20日 下高野山村  | 下高野山村                | 昭和30年1月1日 高野町  | 高野町                     | 平成17年3月31日 庄原市 | 庄原市 |
| 恵 蘇 郡 | 奥門田村 | 奥門田村    | 奥門田村            | 高野山村                   | 明治33年6月20日 下高野山村  | 下高野山村                | 昭和30年1月1日 高野町  | 高野町                     | 平成17年3月31日 庄原市 | 庄原市 |
| 恵 蘇 郡 | 下門田村 | 下門田村    | 下門田村            | 高野山村                   | 明治33年6月20日 下高野山村  | 下高野山村                | 昭和30年1月1日 高野町  | 高野町                     | 平成17年3月31日 庄原市 | 庄原市 |
| 恵 蘇 郡 | 岡大内村 | 岡大内村    | 岡大内村            | 高野山村                   | 明治33年6月20日 下高野山村  | 下高野山村                | 昭和30年1月1日 高野町  | 高野町                     | 平成17年3月31日 庄原市 | 庄原市 |
| 恵 蘇 郡 | 高暮村   | 高暮村      | 高暮村              | 高野山村                   | 明治33年6月20日 下高野山村  | 下高野山村                | 昭和30年1月1日 高野町  | 高野町                     | 平成17年3月31日 庄原市 | 庄原市 |
| 恵 蘇 郡 | 上里原村 | 上里原村    | 上里原村            | 高野山村                   | 明治33年6月20日 下高野山村  | 下高野山村                | 昭和30年1月1日 高野町  | 高野町                     | 平成17年3月31日 庄原市 | 庄原市 |
| 恵 蘇 郡 | 向泉村   | 向泉村      | 向泉村              | 口北村                     | 口北村                      | 口北村                    | 昭和30年4月1日 口和村  | 昭和35年4月1日 町制 口和町 | 平成17年3月31日 庄原市 | 庄原市 |
| 恵 蘇 郡 | 大月村   | 大月村      | 大月村              | 口北村                     | 口北村                      | 口北村                    | 昭和30年4月1日 口和村  | 昭和35年4月1日 町制 口和町 | 平成17年3月31日 庄原市 | 庄原市 |
| 恵 蘇 郡 | 竹地谷村 | 竹地谷村    | 竹地谷村            | 口北村                     | 口北村                      | 口北村                    | 昭和30年4月1日 口和村  | 昭和35年4月1日 町制 口和町 | 平成17年3月31日 庄原市 | 庄原市 |
| 恵 蘇 郡 | 宮内村   | 宮内村      | 宮内村              | 口北村                     | 口北村                      | 口北村                    | 昭和30年4月1日 口和村  | 昭和35年4月1日 町制 口和町 | 平成17年3月31日 庄原市 | 庄原市 |
| 恵 蘇 郡 | 永田村   | 永田村      | 永田村              | 口南村                     | 口南村                      | 口南村                    | 昭和30年4月1日 口和村  | 昭和35年4月1日 町制 口和町 | 平成17年3月31日 庄原市 | 庄原市 |
| 恵 蘇 郡 | 金田村   | 金田村      | 金田村              | 口南村                     | 口南村                      | 口南村                    | 昭和30年4月1日 口和村  | 昭和35年4月1日 町制 口和町 | 平成17年3月31日 庄原市 | 庄原市 |
| 恵 蘇 郡 | 常定村   | 常定村      | 常定村              | 口南村                     | 口南村                      | 口南村                    | 昭和30年4月1日 口和村  | 昭和35年4月1日 町制 口和町 | 平成17年3月31日 庄原市 | 庄原市 |
| 恵 蘇 郡 | 湯木村   | 湯木村      | 湯木村              | 口南村                     | 口南村                      | 口南村                    | 昭和30年4月1日 口和村  | 昭和35年4月1日 町制 口和町 | 平成17年3月31日 庄原市 | 庄原市 |
| 甲 奴 郡 | 稲草村   | 稲草村      | 稲草村              | 稲草村                     | 明治45年1月1日 田総村       | 田総村                    | 昭和30年3月31日 総領町 | 総領町                     | 平成17年3月31日 庄原市 | 庄原市 |
| 甲 奴 郡 | 木屋村   | 木屋村      | 木屋村              | 木屋村                     | 明治45年1月1日 田総村       | 田総村                    | 昭和30年3月31日 総領町 | 総領町                     | 平成17年3月31日 庄原市 | 庄原市 |
| 甲 奴 郡 | 下領家村 | 下領家村    | 下領家村            | 下領家村                   | 明治45年1月1日 田総村       | 田総村                    | 昭和30年3月31日 総領町 | 総領町                     | 平成17年3月31日 庄原市 | 庄原市 |
| 甲 奴 郡 | 上領家村 | 上領家村    | 上領家村            | 上領家村                   | 大正2年2月1日 領家村        | 領家村                    | 昭和30年3月31日 総領町 | 総領町                     | 平成17年3月31日 庄原市 | 庄原市 |
| 甲 奴 郡 | 中領家村 | 中領家村    | 中領家村            | 中領家村                   | 大正2年2月1日 領家村        | 領家村                    | 昭和30年3月31日 総領町 | 総領町                     | 平成17年3月31日 庄原市 | 庄原市 |
| 甲 奴 郡 | 亀谷村   | 亀谷村      | 亀谷村              | 亀谷村                     | 大正2年2月1日 領家村        | 領家村                    | 昭和30年3月31日 総領町 | 総領町                     | 平成17年3月31日 庄原市 | 庄原市 |
| 甲 奴 郡 | 黒目村   | 黒目村      | 黒目村              | 黒目村                     | 大正2年2月1日 領家村        | 領家村                    | 昭和30年3月31日 総領町 | 総領町                     | 平成17年3月31日 庄原市 | 庄原市 |
| 甲 奴 郡 | 五箇村   | 五箇村      | 五箇村              | 五箇村                     | 大正2年2月1日 領家村        | 領家村                    | 昭和30年3月31日 総領町 | 総領町                     | 平成17年3月31日 庄原市 | 庄原市 |
| 神 石 郡 | 新免村   | 一部        | 新免村              | 新坂村                     | 新坂村                      | 新坂村                    | 昭和30年4月1日 東城町  | 東城町                     | 平成17年3月31日 庄原市 | 庄原市 |
| 神 石 郡 | 三坂村   | 一部        | 三坂村              | 新坂村                     | 新坂村                      | 新坂村                    | 昭和30年4月1日 東城町  | 東城町                     | 平成17年3月31日 庄原市 | 庄原市 |
| 奴 可 郡 | 東城町   | 東城町      | 東城町              | 東城村                     | 明治29年2月10日 町制 東城町 | 東城町                    | 昭和30年4月1日 東城町  | 東城町                     | 平成17年3月31日 庄原市 | 庄原市 |
| 奴 可 郡 | 川西村   | 川西村      | 川西村              | 東城村                     | 明治29年2月10日 町制 東城町 | 東城町                    | 昭和30年4月1日 東城町  | 東城町                     | 平成17年3月31日 庄原市 | 庄原市 |
| 奴 可 郡 | 川東村   | 川東村      | 川東村              | 東城村                     | 明治29年2月10日 町制 東城町 | 東城町                    | 昭和30年4月1日 東城町  | 東城町                     | 平成17年3月31日 庄原市 | 庄原市 |
| 奴 可 郡 | 福代村   | 福代村      | 福代村              | 東城村                     | 明治29年2月10日 町制 東城町 | 東城町                    | 昭和30年4月1日 東城町  | 東城町                     | 平成17年3月31日 庄原市 | 庄原市 |
| 奴 可 郡 | 戸宇村   | 戸宇村      | 戸宇村              | 東城村                     | 明治29年2月10日 町制 東城町 | 東城町                    | 昭和30年4月1日 東城町  | 東城町                     | 平成17年3月31日 庄原市 | 庄原市 |
| 奴 可 郡 | 小奴可村 | 小奴可村    | 小奴可村            | 小奴可村                   | 小奴可村                    | 小奴可村                  | 昭和30年4月1日 東城町  | 東城町                     | 平成17年3月31日 庄原市 | 庄原市 |
| 奴 可 郡 | 加谷村   | 加谷村      | 加谷村              | 小奴可村                   | 小奴可村                    | 小奴可村                  | 昭和30年4月1日 東城町  | 東城町                     | 平成17年3月31日 庄原市 | 庄原市 |
| 奴 可 郡 | 内堀村   | 内堀村      | 明治15年 内堀村     | 小奴可村                   | 小奴可村                    | 小奴可村                  | 昭和30年4月1日 東城町  | 東城町                     | 平成17年3月31日 庄原市 | 庄原市 |
| 奴 可 郡 | 塩原村   |             | 明治15年 内堀村     | 小奴可村                   | 小奴可村                    | 小奴可村                  | 昭和30年4月1日 東城町  | 東城町                     | 平成17年3月31日 庄原市 | 庄原市 |
| 奴 可 郡 | 上千鳥村 | 上千鳥村    | 明治15年 上千鳥村   | 小奴可村                   | 小奴可村                    | 小奴可村                  | 昭和30年4月1日 東城町  | 東城町                     | 平成17年3月31日 庄原市 | 庄原市 |
| 奴 可 郡 | 下千鳥村 |             | 明治15年 上千鳥村   | 小奴可村                   | 小奴可村                    | 小奴可村                  | 昭和30年4月1日 東城町  | 東城町                     | 平成17年3月31日 庄原市 | 庄原市 |
| 奴 可 郡 | 小串村   | 小串村      | 小串村              | 小奴可村                   | 小奴可村                    | 小奴可村                  | 昭和30年4月1日 東城町  | 東城町                     | 平成17年3月31日 庄原市 | 庄原市 |
| 奴 可 郡 | 久代村   | 久代村      | 久代村              | 久代村                     | 久代村                      | 久代村                    | 昭和30年4月1日 東城町  | 東城町                     | 平成17年3月31日 庄原市 | 庄原市 |
| 奴 可 郡 | 未渡村   | 未渡村      | 未渡村              | 帝釈村                     | 帝釈村                      | 帝釈村                    | 昭和30年4月1日 東城町  | 東城町                     | 平成17年3月31日 庄原市 | 庄原市 |
| 奴 可 郡 | 始終村   | 始終村      | 始終村              | 帝釈村                     | 帝釈村                      | 帝釈村                    | 昭和30年4月1日 東城町  | 東城町                     | 平成17年3月31日 庄原市 | 庄原市 |
| 奴 可 郡 | 山中村   | 山中村      | 山中村              | 帝釈村                     | 帝釈村                      | 帝釈村                    | 昭和30年4月1日 東城町  | 東城町                     | 平成17年3月31日 庄原市 | 庄原市 |
| 奴 可 郡 | 宇山村   | 宇山村      | 宇山村              | 帝釈村                     | 帝釈村                      | 帝釈村                    | 昭和30年4月1日 東城町  | 東城町                     | 平成17年3月31日 庄原市 | 庄原市 |
| 奴 可 郡 | 粟田村   | 粟田村      | 明治15年 粟田村     | 田森村                     | 田森村                      | 田森村                    | 昭和30年4月1日 東城町  | 東城町                     | 平成17年3月31日 庄原市 | 庄原市 |
| 奴 可 郡 | 森脇村   |             | 明治15年 粟田村     | 田森村                     | 田森村                      | 田森村                    | 昭和30年4月1日 東城町  | 東城町                     | 平成17年3月31日 庄原市 | 庄原市 |
| 奴 可 郡 | 竹森村   | 竹森村      | 竹森村              | 田森村                     | 田森村                      | 田森村                    | 昭和30年4月1日 東城町  | 東城町                     | 平成17年3月31日 庄原市 | 庄原市 |
| 奴 可 郡 | 川鳥村   | 川鳥村      | 川鳥村              | 八幡村                     | 八幡村                      | 八幡村                    | 昭和30年4月1日 東城町  | 東城町                     | 平成17年3月31日 庄原市 | 庄原市 |
| 奴 可 郡 | 安田村   | 安田村      | 安田村              | 八幡村                     | 八幡村                      | 八幡村                    | 昭和30年4月1日 東城町  | 東城町                     | 平成17年3月31日 庄原市 | 庄原市 |
| 奴 可 郡 | 森村     | 森村        | 明治15年 森村       | 八幡村                     | 八幡村                      | 八幡村                    | 昭和30年4月1日 東城町  | 東城町                     | 平成17年3月31日 庄原市 | 庄原市 |
| 奴 可 郡 | 田殿村   |             | 明治15年 森村       | 八幡村                     | 八幡村                      | 八幡村                    | 昭和30年4月1日 東城町  | 東城町                     | 平成17年3月31日 庄原市 | 庄原市 |
| 奴 可 郡 | 田黒村   | 田黒村      | 田黒村              | 八幡村                     | 八幡村                      | 八幡村                    | 昭和30年4月1日 東城町  | 東城町                     | 平成17年3月31日 庄原市 | 庄原市 |
| 奴 可 郡 | 菅村     | 菅村        | 菅村                | 八幡村                     | 八幡村                      | 八幡村                    | 昭和30年4月1日 東城町  | 東城町                     | 平成17年3月31日 庄原市 | 庄原市 |
| 奴 可 郡 | 請原村   | 請原村      | 請原村              | 八幡村                     | 八幡村                      | 八幡村                    | 昭和30年4月1日 東城町  | 東城町                     | 平成17年3月31日 庄原市 | 庄原市 |
| 奴 可 郡 | 西城町   | 西城町      | 西城町              | 西城村                     | 明治29年2月10日 町制 西城町 | 昭和17年2月11日 西城町    | 昭和29年3月31日 西城町 | 西城町                     | 平成17年3月31日 庄原市 | 庄原市 |
| 奴 可 郡 | 栗村     | 栗村        | 栗村                | 西城村                     | 明治29年2月10日 町制 西城町 | 昭和17年2月11日 西城町    | 昭和29年3月31日 西城町 | 西城町                     | 平成17年3月31日 庄原市 | 庄原市 |
| 奴 可 郡 | 平子村   | 平子村      | 平子村              | 西城村                     | 明治29年2月10日 町制 西城町 | 昭和17年2月11日 西城町    | 昭和29年3月31日 西城町 | 西城町                     | 平成17年3月31日 庄原市 | 庄原市 |
| 奴 可 郡 | 大佐村   | 大佐村      | 大佐村              | 西城村                     | 明治29年2月10日 町制 西城町 | 昭和17年2月11日 西城町    | 昭和29年3月31日 西城町 | 西城町                     | 平成17年3月31日 庄原市 | 庄原市 |
| 奴 可 郡 | 入江村   | 一部 を除く | 入江村              | 西城村                     | 明治29年2月10日 町制 西城町 | 昭和17年2月11日 西城町    | 昭和29年3月31日 西城町 | 西城町                     | 平成17年3月31日 庄原市 | 庄原市 |
| 奴 可 郡 | 入江村   | 一部        | 明治9年 分立 熊野村 | 美古登村                   | 美古登村                    | 昭和17年2月11日 西城町    | 昭和29年3月31日 西城町 | 西城町                     | 平成17年3月31日 庄原市 | 庄原市 |
| 奴 可 郡 | 中野村   | 中野村      | 中野村              | 美古登村                   | 美古登村                    | 昭和17年2月11日 西城町    | 昭和29年3月31日 西城町 | 西城町                     | 平成17年3月31日 庄原市 | 庄原市 |
| 奴 可 郡 | 八鳥村   | 八鳥村      | 八鳥村              | 美古登村                   | 美古登村                    | 昭和17年2月11日 西城町    | 昭和29年3月31日 西城町 | 西城町                     | 平成17年3月31日 庄原市 | 庄原市 |
| 奴 可 郡 | 大屋村   | 大屋村      | 大屋村              | 美古登村                   | 美古登村                    | 昭和17年2月11日 西城町    | 昭和29年3月31日 西城町 | 西城町                     | 平成17年3月31日 庄原市 | 庄原市 |
| 奴 可 郡 | 中迫村   | 中迫村      | 中迫村              | 美古登村                   | 美古登村                    | 昭和17年2月11日 西城町    | 昭和29年3月31日 西城町 | 西城町                     | 平成17年3月31日 庄原市 | 庄原市 |
| 奴 可 郡 | 小鳥原村 | 小鳥原村    | 小鳥原村            | 八鉾村                     | 八鉾村                      | 八鉾村                    | 昭和29年3月31日 西城町 | 西城町                     | 平成17年3月31日 庄原市 | 庄原市 |
| 奴 可 郡 | 三坂村   | 三坂村      | 三坂村              | 八鉾村                     | 八鉾村                      | 八鉾村                    | 昭和29年3月31日 西城町 | 西城町                     | 平成17年3月31日 庄原市 | 庄原市 |
| 奴 可 郡 | 高尾村   | 高尾村      | 高尾村              | 八鉾村                     | 八鉾村                      | 八鉾村                    | 昭和29年3月31日 西城町 | 西城町                     | 平成17年3月31日 庄原市 | 庄原市 |
| 奴 可 郡 | 油木村   | 一部        | 油木村              | 八鉾村                     | 八鉾村                      | 八鉾村                    | 昭和29年3月31日 西城町 | 西城町                     | 平成17年3月31日 庄原市 | 庄原市 |

## 行政

### 歴代市長
| 代   | 氏名     | 就任日        | 退任日        |
| ---- | -------- | ------------- | ------------- |
| 初代 | 滝口季彦 | 2005年4月17日 | 2013年4月16日 |
| 2代  | 木山耕三 | 2013年4月17日 | 2025年4月16日 |
| 3代  | 八谷恭介 | 2025年4月17日 | 現職          |

- 事務担当副市長：大原直樹（再任）任期：令和4年4月1日 - 令和8年3月31日[15]
- 事業担当副市長：矢吹有司（再任）任期：令和5年4月1日 - 令和9年3月31日[16]
- 教育長：牧原明人[17] 任期：2027年6月まで[18]。
- 支所：西城、東城、口和、高野、比和、総領
- 広島県北部農林水産事務所

## 議会

### 市議会
- 定数：20人
- 任期：2025年4月17日 - 2029年4月16日[19]
- 議長：桂藤和夫[20]（清和会）（令和7年4月28日 - ）
- 副議長：福山権二[20]（市民の会）（令和7年4月28日 - ）

## 経済

### 産業
- 主な産業
  - 鉱業
    - 勝光山（ろう石、カオリナイト、石灰石の採掘量は全国有数）
    - 東城町地域の石灰鉱山

  - 農業
- 産業人口

### 電気
1912年（大正元年）8月、才賀藤吉が事業許可 を得ると、1913年（大正2年）4月に庄原電気を設立。庄原町に発電所（瓦斯力、30 kW）を建設し、1914年（大正3年）2月に事業を開始した。供給区域は比婆郡庄原町、山内東村、西城町、高村。1918年（大正7年）12月、広島呉電力に合併される。

## 姉妹都市・提携都市

### 海外
姉妹都市
- 綿陽市（中華人民共和国四川省）
1990年（平成2年）9月29日 姉妹都市提携

## 教育

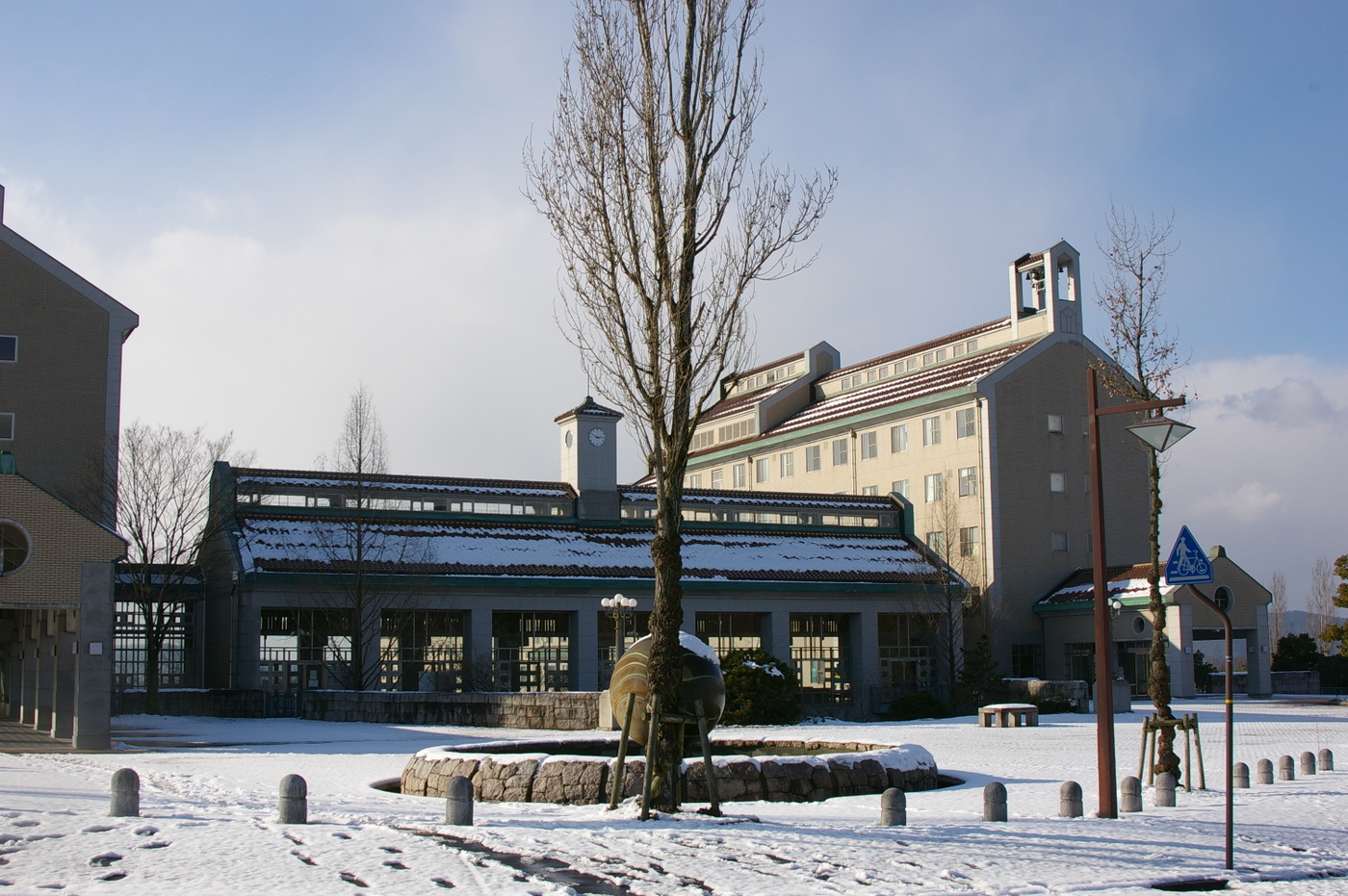
県立広島大学庄原キャンパス

### 大学
- 県立広島大学庄原キャンパス（生命環境学部）

### 専修学校
- 広島県立農業技術大学校（農業者研修教育施設、専修学校）

### 高等学校
- 広島県立庄原格致高等学校 , 同校HP
- 広島県立庄原実業高等学校 , 同校HP
- 広島県立東城高等学校 , 同校HP
- 広島県立西城紫水高等学校 , 同校HP
- 広島県立庄原特別支援学校 ,同校HP

### 中学校
※全て庄原市立。
- 庄原中学校 , 同校HP
- 東城中学校 , 同校HP
- 西城中学校 , 同校HP
- 口和中学校 , 同校HP
- 比和中学校 , 同校HP
- 高野中学校 , 同校HP
- 総領中学校 , 同校HP

### 小学校
※全て庄原市立。休校中の学校は除く。
旧庄原市
- 庄原小学校 （西本町）
- 永末小学校 （永末町）
- 高小学校 （高町）
- 峰田小学校 （春田町）

- 板橋小学校 （板橋町）
- 東小学校 （上原町）
- 山内小学校 （山内町）
- 川北小学校 （川北町）

旧西城町、旧東城町
- 西城小学校 （西城町西城）
- 小奴可小学校（東城町小奴可）
- 粟田小学校 （東城町粟田）
- 東城小学校 （東城町川東）

その他の地区
- 口和小学校 （口和町永田）
- 高野小学校 （高野町新市）
- 比和小学校 （比和町比和）
- 総領小学校 （総領町下領家）

### 特別支援学校
- 広島県立庄原特別支援学校 , 同校HP

### 学校教育以外の施設
- 庄原市田園文化センター
- 庄原市歴史民俗資料館
- 倉田百三文学館
- 西城歴史民俗資料館
- 宮田武義記念館
- 帝釈峡まほろぱの里　時悠館
- 口和郷土資料館
- 比和自然科学博物館
- 比和郷土文化保存伝習施設
- 総領郷土資料館

## 主要な医療機関
- 庄原赤十字病院
- 庄原市立西城市民病院
- 増原会 東城病院

## 交通

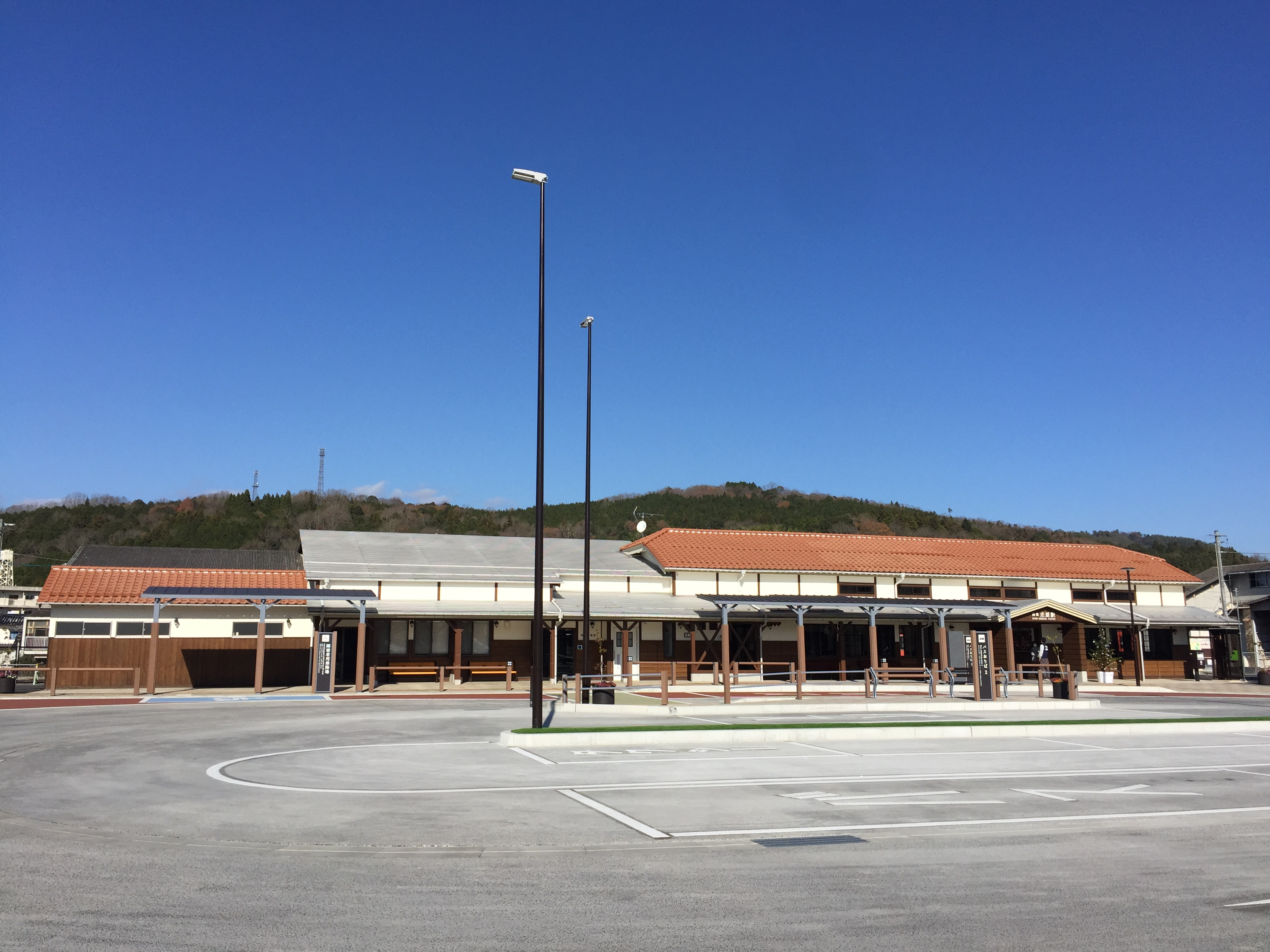
備後庄原駅

### 鉄道路線
西日本旅客鉄道（JR西日本）
- 芸備線

東城駅 - 備後八幡駅 - 内名駅 - 小奴可駅 - 道後山駅 - 備後落合駅 - 比婆山駅 - 備後西城駅 - 平子駅 - 高駅 - 備後庄原駅 - 備後三日市駅 - 七塚駅 - 山ノ内駅
- 木次線：油木駅 - 備後落合駅
- 中心となる駅：備後庄原駅

### 路線バス

#### 都市間高速路線
- 高速バス 広島 - 千代田・三次・庄原・東城線（備北交通・広島電鉄） 広島市 - 庄原市
  - 広島駅 - 広島バスセンター - 大塚駅 - 千代田IC - 三次駅前 - 和知BS - 庄原駅（ - 桜花の郷ラ・フォーレ庄原 / 帝釈BS - 東城駅前）
- 高速バス みこと号（中国JRバス・一畑バス） 広島市 - 庄原市高野町 - 出雲市
  - 広島駅 - 広島バスセンター - 大塚駅 - 三次インター - 道の駅たかの - たたらば壱番地 - 出雲市駅

#### 市内・近郊路線
備北交通 が以下の路線を運行している。
- 三城線（庄原 - 山内 - 三次）
  - （西城中野 / 庄原中学校前 - ）庄原駅 - ジョイフル - 熊野口 - 山内駅口 - 尾引 - 和知 - （三次中央病院） - 三次駅前（ - 三次もののけミュージアム）（三次市）
- 三城線（庄原 - 高 - 平子 - 西城）
  - （三次もののけミュージアム） - 庄原駅 - ジョイフル - 庄原駅 - 高駅前 - 平子駅前 - 西城中野
- 高野線（庄原 - 川北 - 秋国別 - 道の駅たかの）
  - （庄原中学校前 - ）庄原駅 - ジョイフル - 秋国別 - 比和（バイパス） - 新市車庫 - 殿垣内 - 道の駅たかの
- 秋国線（庄原 - 秋国別）
  - 庄原駅 - ジョイフル - 秋国別
- 三良坂線（庄原 - 板橋 - 実留 - 三良坂）
  - 庄原駅 - ジョイフル - 原手橋 - 板橋 - 実留 - 三良坂駅前
- 県大線（庄原駅 - ジョイフル - 県立広島大学）
  - 庄原駅 - ジョイフル - 県立大学バスロータリー
- ひまわりバス（庄原市街地循環バス） 東回り→西回りの順に運行
  - 東回りルート：柳原口 - 庄原駅 - 桜花の郷ラ・フォーレ庄原 - 原手橋 - 促進住宅口 - 庄原小学校前 - 市役所本庁舎前 - 庄原駅
  - 西回りルート：庄原駅 - 庄原日赤病院 - 格致高校入口 - ジョイフル - ふれあいセンター - 庄原小学校前 - 原手橋 - 庄原中学校前 - 庄原市役所 - 庄原駅 - 柳原口
- 本村線（庄原 - 新庄 - 峰田 - 上本吉備谷）
  - 庄原駅 - ジョイフル - 庄原中学校前 - 峰田小学校前 - 上本吉備谷
- 口和線（庄原 - 口和 - 上大月）
  - （庄原中学校前 - ）庄原駅 - ジョイフル - （郡原） - 永田 - （湯木車庫 - 永石） - 口和診療所 - モーモー物産館 - 上大月車庫
- 下高野線（道の駅たかの - 君田 - 三次市内）
  - 新市車庫 - 殿垣内 - 道の駅たかの - 口和診療所 - 下宮内 - 口和診療所 - モーモー物産館 - 君田 - 横路橋 - 三次もののけミュージアム - 三次駅前 - 三次中央病院 - 三次工業団地
- 宮内線（下宮内 - 君田 - 三次市内）
  - 下宮内 - 口和診療所 - モーモー物産館 - 君田 - 横路橋 - 三次もののけミュージアム - 三次駅前 - 三次中央病院
- 湯木線（湯木 - 三次市内）
  - 湯木車庫 - 永田 - 横路橋（ - 三次もののけミュージアム - 三次駅前 - 三次中央病院 - 三次工業団地）
- 東城 - 庄原線
  - 庄原駅 - 帝釈BS - 東城駅前
- 東城市街地循環バス（東城町内循環）
  - 東城駅前 - 東城温泉 - 東城病院 - 遊YOUさろん東城 - 東城支所前 - こぶしの里 - 東城駅前

中国バスと奥出雲交通の路線バスも運行している。
- 東廻り油木・東城線（中国バス[27]）
  - 東城駅前 - 油木（神石高原町）
- 三成 - 阿井 - 高野町線（奥出雲交通[28]）
  - 道の駅たかの - 下阿井 - 三成駅 - 奥出雲交通（奥出雲町）

#### 生活交通
交通空白地域の解消のため生活交通バス・タクシーが運行されている。
庄原地域
庄原地域生活バス（高茂線、実留線、後迫線、野谷線）石田タクシー
庄原市営庄原地域生活バス（高門線）
西城地域
西城地域廃止代替等バス（油木線、上尺田線、馬酔線、大戸・本谷線、道後山線、小奴可西城線）西城交通
予約乗合タクシー（山家地区、福山地区、八鳥・大佐地区）
東城地域
東城廃止代替等バス（小奴可線、日野原線、保田線、始終線）備北交通
東城-西城廃止代替等バス（小奴可西城線）西城交通
口和地域
庄原市口和地域乗合タクシー「定時定路線往復運行型乗合タクシー」「区域運行型（予約乗合）乗合タクシー」口和タクシー
高野地域
高野地域予約乗合タクシー「おでかけわごん」高野交通
比和地域
庄原市営 比和地域市営バス（森脇線、元常・福田線、小和田北・東線、絞り・小和田南線）比和観光
庄原市比和地域予約乗合タクシー（布見線、古頃線、森脇線、元常・福田線）比和観光
総領地域
総領地域 庄原市営バス「ほっとふれ愛バス」広域路線（庄原・総領線、上下・総領線）
総領地域 庄原市営バス「ほっとふれ愛バス」町内路線（黒目・亀谷線、五領線、稲草・木屋線、敷尾・光・上野・牛の子谷・万田線）

### 道路

#### 高速道路
- 中国自動車道：東城IC - 帝釈峡PA - 本村PA - 庄原IC - 七塚原SA
  - 落合JCT（米子自動車道）・北房JCT（岡山自動車道）方面 - 新見IC - 東城IC - 庄原IC - 三次東JCT（三次東IC / 尾道自動車道 / 松江自動車道） - 千代田JCT（浜田自動車道）・広島北JCT（広島自動車道）方面
- 松江自動車道（中国横断自動車道尾道松江線）：口和IC - 高野IC（無料区間）
  - 三次東JCT（三次東IC / 尾道自動車道 / 中国自動車道） - 口和IC - 高野IC - 雲南吉田IC - 宍道JCT（山陰自動車道）方面

#### 一般国道
- 国道182号
  - 新見市 - 庄原市東城町（中国自動車道 東城IC） - 神石高原町 - 福山市
- 国道183号
  - 広島市 - 安芸高田市- 三次市 - 庄原市 - 庄原市西城町 - 日南町 - 日野町 - 江府町 - 伯耆町 - 米子市
- 国道314号
  - 福山市 - 神石高原町 - 庄原市東城町（中国自動車道 東城IC） - 庄原市西城町 - 奥出雲町 - 雲南市
- 国道432号
  - 竹原市 - 東広島市河内町 - 三原市大和町 - 世羅町 - 府中市上下町 - 庄原市総領町 - 庄原市（中国自動車道 庄原IC） - 庄原市比和町 - 庄原市高野町 - 奥出雲町 - 安来市 - 松江市

#### 主要地方道
市内を通過する主要地方道（県道）
- 広島県道12号足立東城線：岡山県新見市足立 - 広島県庄原市東城町川西
- 広島県道23号庄原東城線：広島県庄原市春田町 - 広島県庄原市東城町東城
- 広島県道25号三原東城線：広島県三原市港町1丁目- 世羅町 - 府中市上下町 - 神石高原町 - 広島県庄原市東城町川西
- 広島県道26号新市七曲西城線：広島県福山市新市町新市 新市交番東交差点 - 神石高原町 - 広島県庄原市西城町平子
- 広島県道39号三次高野線：広島県三次市三次町 - 三次市君田町 - 庄原市口和町（松江自動車道 口和IC） - 広島県庄原市高野町新市（松江自動車道 高野IC）
- 広島県道51号甲山甲奴上市線：広島県世羅郡世羅町西上原 - 三次市甲奴町 - 広島県庄原市総領町稲草
- 広島県道57号東城西城線：広島県庄原市東城町森 - 広島県西城町中野
- 広島県道58号西城比和線：広島県庄原市西城町中野 - 広島県庄原市比和町比和
- 広島県道61号三次庄原線：広島県三次市石原町 - 三次市三良坂町 - 広島県庄原市板橋町
- 広島県道62号庄原作木線：広島県庄原市川北町 - 庄原市口和町（松江自動車道 口和IC） - 三次市君田町 - 三次市布野町 - 広島県三次市作木町下作木
- 広島県道78号三良坂総領線：広島県三次市三良坂町三良坂 - 三次市吉舎町 - 広島県庄原市総領町稲草

#### 道の駅
- 道の駅遊YOUさろん東城（国道182号、中国自動車道 東城IC近く）
- 道の駅リストアステーション（国道432号、庄原市総領町）
- 道の駅たかの（広島県道39号三次高野線、松江自動車道 高野IC近く）

#### 旧街道
- 備中路 （東城往来の一つ。現： 国道183号三次 ‐ 庄原市街間、広島県道23号庄原東城線、国道182号東城 ‐ 岡山県境に相当。）
- 伯耆路 （西城往来の一つ。現： 国道183号三次 ‐ 鳥取県境に相当。）
- 出雲路 （現： 国道432号に相当。）
- 雲州街道 （東城往来の一つ。現：国道182号東城 ‐ 神石高原町、国道314号に相当。）

## 観光

### 名所・レジャースポット
公園
- 国営備北丘陵公園
- 庄原上野公園（日本さくら名所100選）
- 休暇村吾妻山
- かんぽの郷庄原
- 鮎の里公園
- ほたる見公園
- 休暇村帝釈峡

### アウトドア
- スキー場
  - 道後山高原スキー場
  - スノーリゾート猫山
  - ドルフィンバレイ（2007年度をもって閉鎖）
  - 県民の森スキー場
  - りんご今日話国スキー場
- キャンプ場
  - 大鬼谷オートキャンプ場
  - 備北オートビレッジ
  - 広島県民の森
  - 鈩原キャンプ場
  - まほろばの里
  - 休暇村吾妻山
  - 休暇村帝釈峡
- フィッシャーリゾート庄原
- フィッシングエリア帝釈

### 温泉
- 高茂温泉（庄原）
- 庄原さくら温泉（庄原）
- 高瀬の湯（口和）
- たかの温泉神之瀬の湯（高野）
- ひばごん郷温泉すずらんの湯（西城）
- 比婆山温泉熊野湯（西城）
- 東城温泉（東城）
- 比和温泉あけぼの荘（比和）

### 祭事・催事
- 比婆荒神神楽(1979年2月3日に国の重要無形民俗文化財に指定)
  - 鈴木昂太著『比婆荒神神楽の社会史 歴史のなかの神楽太夫』法藏館 2025年 ISBN　9784831862921
- 比婆斎庭神楽(1959年1月29日に県の無形民俗文化財に指定)
- 塩原の大山供養田植(2002年2月12日に国の重要無形民俗文化財に指定)
- 庄原よいとこ祭（8月）
- お通り（東城 11月上旬）
- 東城ふれあい祭り(10月)
- 帝釈峡神龍湖湖水開き(2月)

### 地場産品・土産品
- どんぐりコロコロ豚
- 乳団子
- 竹屋饅頭
- 田総羊羹（たぶさようかん）
- りんごジュース・ワイン
- こんにゃく
- 比婆牛
- 女子高生キムチ（但し2024年現在では生産されていない模様）
- 地酒
  - 比婆美人
  - 超群
  - 菊文明
  - 花酔

### 郷土文化

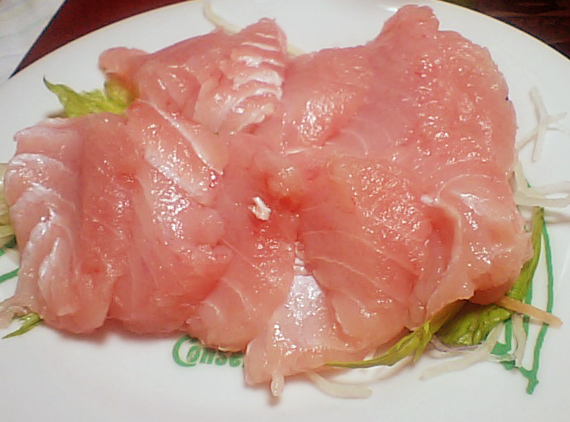
家庭で作ったワニ（サメ）の刺身

- ワニ料理 - 海から遠いこの地域は古くから、保存の利くワニ（この地域ではサメのことをワニという）を食してきた。祭事や正月・盆など、めでたい行事や親族が集まる際に食べられる。一般的に刺身で食す。
- 荒神信仰・大仙信仰 - この地域は古くから農業、和牛飼育が主な産業であり、農村と祭事、神事は切っても切り離せない関係だった。また、神楽が全盛期だった昭和前期頃までは、この地域に暮らす住民にとって荒神神楽・荒神祭りが唯一の楽しみであった。また、各集落ごと（名）に荒神を祀った社があり、今なお、先祖代々、各社を守り、各住民はその血を受け継いる。また、比婆荒神神楽や比婆斎庭神楽としても残っている。また、古くから牛馬を農耕に用いていたこともあり、牛馬を祀る大仙信仰も特徴である。これらの信仰は古くから代々受け継がれており、今なお伝承されている。

## 庄原市を舞台（モデル）とした作品
- いとしのヒナゴン
- 君のいる町

## 出身有名人
※旧庄原市以外の出身者の出身町はカッコ内に記載。

### 実業家
- 山口信夫（実業家 元旭化成会長、元日本商工会議所会頭 総領町出身）
- 大竹美喜（実業家 アメリカンファミリー生命保険会社(AFLAC)日本法人設立者、最高顧問）
- 八谷泰造（実業家 日本触媒創業者、元化学工学会会長）
- 宗国旨英（実業家 元日本自動車工業会会長、元本田技研工業会長、特別顧問）
- 藤井深造（実業家 元三菱重工業社長）
- 細川鉅（実業家 帝国潤滑油（野村財閥系列）社長）

### 政治家
- 亀井静香（政治家 衆議院議員、元運輸大臣・建設大臣・内閣府特命担当大臣（金融担当））
- 亀井郁夫（政治家 元参議院議員）
- 永山忠則（政治家 元衆議院議員、元自治大臣・国家公安委員会委員長、旧庄原市初代市長）
- 板倉卓造（政治家・ジャーナリスト 元貴族院議員、元時事新報社長）
- 鹿島房次郎（政治家・実業家 元神戸市長、元川崎造船所（現・川崎重工業）社長、元川崎汽船社長）
- 田邊朋之（政治家 元京都市長 西城町出身）
- 横山和夫（政治家 元横須賀市長 東城町出身）

### 文化人
- 秋山謙蔵（歴史学者 西城町出身）
- 世良晃志郎（歴史学者）
- 妹尾義郎（仏教運動家 東城町出身）
- 倉田百三（劇作家・評論家）
- 瀬尾公治（漫画家 高野町出身）
- 佐藤信介（映画監督・脚本家 東城町出身）
- 高橋成通（米国高野山別院第4代主監、ジャニー喜多川と親交 東城町出身）
- 林家ひろ木（落語家・東城町出身）
- 藤谷道夫（イタリア文学者・慶應義塾大学教授）
- 寺川俊昭 （僧侶、仏教学者、元大谷大学学長）

### スポーツ選手
- 谷繁元信（元プロ野球選手・プロ野球監督 横浜ベイスターズ1989年〜2001年、中日ドラゴンズ2002年〜2015年 中日ドラゴンズ監督2014年～2016年 東城町出身）
- 黒田真二（元プロ野球選手 ヤクルトスワローズ1983年〜1987年 東城町出身）
- 小林誠二（元プロ野球選手・野球解説者 広島東洋カープ1976年〜1980年・1984年〜1988年、西武ライオンズ1981年〜1983年 高野町出身）
- 田中茂樹（マラソン選手 第55回（1951年）ボストンマラソン優勝者）
- 友永義治（陸上競技選手 ミュンヘンオリンピック日本代表選手）
- 金藤理絵（競泳選手 北京オリンピック日本代表選手、リオデジャネイロオリンピックにおいて金メダル獲得 山内町出身）
- 前田拓哉（サッカー審判員 JFA一級審判 東城町出身）
- 藤川拓也 (陸上競技選手 2015年箱根駅伝で初優勝した青山学院大学の主将)
- 三原卓三（元プロ野球選手）

### 芸能人
- 西田篤史（タレント）
- 上杉輝（俳優 東城町出身）
- 林英哲（和太鼓奏者 東城町出身）
- Mana（ギタリスト・シンセシスト バンドMALICE MIZER（現在活動停止中）〜Moi dix Moisリーダー）
- JUJU（シンガーソングライター）